# Harro
Harro ist ein zweigliedriger althochdeutscher männlicher Vorname. Zudem ist er ein Familienname.
Es ist eine friesische Kurzform von Namen mit Har-, z. B. Harald oder auch Herbert.
heri = das Heer, der Krieger (althochdeutsch) beraht = strahlend, glänzend (althochdeutsch)
Verbreitet durch den Namen des heiligen Heribert, Erzbischof von Köln (10./11. Jh.)

## Bekannte Namensträger

### Vorname
- Harro Füllgrabe (* 1975), Moderator und Redakteur
- Harro Paul Harring (1798–1870), Revolutionär, Dichter, Maler
- Harro Korn (* 1955), Schauspieler
- Harro Magnussen (1861–1908), Bildhauer
- Harro Otto (* 1937), Rechtswissenschaftler
- Harro Schulze-Boysen (1909–1942), Offizier, Publizist und Widerstandskämpfer
- Harro Stolpe (* 1945), deutscher Geologe und Hochschullehrer
- Harro Tiedgen (1925–1986), deutscher Brigadegeneral des Heeres der Bundeswehr

### Künstlername
- Wolf Harro (1910–1953), deutscher Filmschauspieler